# Elettrotreno FFS RABe 514
L'elettrotreno RABe 514 delle Ferrovie Federali Svizzere è un elettrotreno a quattro elementi, a due piani, progettato per i servizi suburbani sulla rete celere zurighese. Viene anche indicato con la sigla DTZ, acronimo di Doppelstock-Triebzug (in tedesco "Elettrotreno a due piani").
Appartiene alla famiglia Siemens Desiro Double Deck, di cui costituisce l'unico modello costruito in serie.

## Storia
Gli elettrotreni RABe 514 furono ordinati nel 2003, per sostituire i vecchi "Mirage" risalenti agli anni sessanta, e integrare i più recenti DPZ degli anni novanta, sulla rete celere zurighese.
La gara venne aggiudicata alla Siemens, che nonostante la sua scarsa esperienza nel campo dei rotabili a due piani, riuscì a battere la concorrenza di Alstom e Bombardier. Tuttavia la costruzione si rivelò ricca di problemi, e a causa dei ritardi nelle consegne vennero consegnati 61 convogli, anziché i 60 inizialmente previsti.
Attualmente i DTZ sono in servizio sulle linee più frequentate della rete celere zurighese, dove si alternano con i più vecchi DPZ, e i più recenti DOSTO.

## Caratteristiche
Si tratta di elettrotreni a quattro elementi, composti di una motrice pilota di seconda classe, di due rimorchiate di seconda classe, una motrice pilota di prima classe. Complessivamente, il treno offre 74 posti a sedere di prima classe e 304 di seconda, oltre a circa 600 posti in piedi.
I DTZ furono i primi treni della rete zurighese ad offrire l'incarrozzamento a raso (grazie al pianale ribassato), l'aria condizionata e le ritirate a bioreattore.
L'elettotreno è azionato da motori asincroni trifase, che consentono una forte accelerazione di 1,1 m/s².